# Арибо (архиепископ Майнца)
Арибо (нем. Aribo; около 990 — 1031, Комо, Ломбардия) — церковный деятель XI века, архиепископ Майнца с 1021 до 1031). Примас германских земель в период правления императора Священной Римской империи Конрада II.
Представитель благородного рода Арибонидов из Баварии. Сын пфальцграфа Арибо I Баварского (умер около 1000 г.) и Адалы Баварской, дочери пфальцграфа Баварии Хартвига I. Брат Хартвига II, пфальцграфа Баварии и графа Кадалоха IV.
Был в родственных связях с императором Священной Римской империи Генрихом II.
В 1004 году Арибо и его мать Адала Баварская основали женский монастырь, в Goes (теперь район Леобена), где первой аббатисой в 1020 году стала его сестра Кунигунда.
В 1020 году Арибо был диаконом в Зальцбурге. Император Генрих II Святой взял привлёк его к службе во придворной часовне вместе с двоюродным братом (по другим данным - племянник) Пилгримом, который в июне 1021 года стал архиепископом Кёльна.
В сентябре 1021 года Арибо был назначен архиепископом Майнца. Им основано аббатство Хазванген.
В конце правления Генриха II находился в опале.
В сентябре 1024 г. помазал и короновал Конрада II, но отказался помазать Гизелу Швабскую, так как считал их брак неканоническим.
Возглавлял канцелярию Итальянского королевства (в 1025-1031 гг.) . Позже стал канцлером Священной Римской империи германской нации.
В 1027 году участвовал и возглавлял проведение синода во Франкфурте.
Умер в Комо, по дороге с поклонения в Риме. Похоронен в соборе Майнца.